# 舩坂弘
舩坂弘（日语：／ Funasaka Hiroshi，1920年10月30日—2006年2月11日）日本陸軍軍人，最終階級為軍曹（中士）。出生于日本栃木县的一户農家，是家里的第三個兒子。
持有以下勳章與資格：特別銃劍術徽章、特別射擊徽章、劍道六段教士、居合道鍊士、銃劍道鍊士、德克薩斯州名譽州民。
舩坂弘作為宇都宮第59連隊第1大隊第1中隊的擲彈筒分隊的分隊長（班長），於1944年4月28日抵達帛琉的安加爾島駐防，參與安加爾戰役，當時23歲。
舩坂弘是該中隊首屈一指的模範士兵，銃劍術（刺槍術）非常優異之外，射擊技術也非常優秀，隊史上同時持有特別銃劍術徽章跟特別射擊徽章者，據說前前後後也只有舩坂弘一人。

## 生平
1941年3月入伍，隸屬最精锐的关东军14师团步兵第59联队，驻扎在黑龍江的齊齊哈爾，擔任對蘇聯的警備。1944年他參加安加爾戰役，期間用掷弹筒杀伤了200名美軍。

## 事蹟
在水際反登陸戰鬥其所屬中隊遭到美軍的強烈火力打擊陷入壞滅狀態，但舩坂弘弘依然使用八九式擲彈筒奮戰至筒身發紅，之後該大隊殘存兵撤退至島嶼北西部的洞窟遂行游擊戰鬥。
戰鬥的第三天，舩坂弘的左大腿被擊中裂傷，在槍林彈雨中經過數小時後，軍醫終於前來查看，但看了一眼，就交給舩坂弘自殺用的手榴彈之後離去。但舩坂弘後來自己用日章旗包紮止血，趁夜爬回到陣地，第二天左腳雖然還是一跛一跛但已經回復到可以走路的程度。之後又數次負傷，但總是能在第二天就回復到能活動的程度。舩坂弘本人自述「因為有天生傷後容易治癒的體質才得救」。
在對日軍來說非常絕望的戰況中，舩坂弘在一次戰鬥中用手槍三射擊倒了三名美軍士兵，使用擄獲的美軍衝鋒槍再擊倒了三名美軍，在左腳跟雙手都負傷的狀況下，使用刺刀刺殺了一人，再投擲衝鋒槍擊倒後刺殺了一人。被其他士兵譽為「不死身的分隊長」、「鬼分隊長」。
但由於缺乏食物跟飲水，殘存的日軍逐漸的衰弱，陣地中充滿了要求自殺手榴彈的重傷者呻吟。舩坂弘自身也身負盲貫槍傷（就是子彈卡在體內沒出來）的重傷，一度也想要自殺但手榴彈未爆。
於是舩坂弘決心在死前向美軍報一箭之仇，帶著6發手榴彈跟一挺手槍連續匍伏前進數夜，成功穿越了美軍的前線，在第四天接近到距離美軍指揮所帳棚群約20m左右處。
此時舩坂弘身上有24處負傷，其中重傷處有：左大腿裂傷，左上膊部貫穿槍傷兩處、頭部擦傷、左腹部盲貫槍傷，等五處。此外右肩扭傷、右腳踝脫臼。加上長時間的匍伏前進服裝嚴重磨破，同時全身還有大片燒傷跟20處的砲彈破片傷，形貌有如幽鬼。
舩坂弘潛入的美軍指揮所當時週邊有6個步兵營跟一個戰車營、6個砲兵連跟高射砲營。潛伏的舩坂弘看見有吉普車載著疑似高階軍官者出現時，拔掉手榴彈的安全栓，用右手拿著手榴彈，左手拿著手槍，絞進力氣上前突擊。週遭美軍對於突然出現的舩坂弘無不驚愕。
但最後在敲打手榴彈的引信前（日軍的手榴彈拔掉安全栓後要敲打才會爆炸），舩坂弘的頸部遭到擊中昏倒。美軍雖然判斷沒救了，但軍醫還是死馬當活馬醫給予治療。因為手指握持太緊，軍醫必須一根一根把手指扳開才能取下手槍跟手榴彈，這名軍醫本人稱讚舩坂弘說，這是真正的武士。（這部分的記載據說是來自美軍士兵的回憶）
神奇的事情是舩坂弘在3天後就恢復意識，當初因為深感遭受敵人同情，於是在醫院亂砸器具，要求趕來的憲兵快點將他射殺。雖然有點瘋但非常勇敢的日軍士兵傳說很快在島上的美軍之間傳開。（這部分的記載同樣來自美軍士兵回憶）
舩坂弘之後被移送到被貝理琉島的戰俘收容所，雖然被列為重點監視人物，但因為身受重傷，收容所的士兵初期監視還是很散漫。於是，舩坂弘在被移送兩天後成功逃出收容所，潛行1000m後，從島上的日軍士兵遺體上取出子彈的火藥，成功爆破了島上美軍的彈藥庫。（據說美軍的記載是原因不明的爆炸）
之後舩坂弘陸續被移送到關島、夏威夷、舊金山、德州等地的戰俘收容所，於1946年歸國。舩坂弘返鄉之後第一件事，是去拔掉「舩坂弘之墓」的墓標。

## 晚年
舩坂弘因為在俘虜生活中見識到了美國的先進性，希望能振興日本的文化與教育，在戰後復興時代開始經營書店。又作為戰爭倖存者的個人，活躍於他所經歷的島嶼戰線的陣亡者慰靈、死者名單調查與遺族聯絡的活動。
舩坂弘的奮戰成為唯一被寫入日本官方的公刊《戰史叢書》系列的單一個人戰鬥紀錄。現在知道其活躍的人之間，稱呼其為「活英靈」。